# أديتشنلور
أديشتنلور هو موقع أثري يقع بالقرب من مدينة تيرونلفلي الواقعة بولاية تامل نادو في جنوب الهند، وأصبح أديتشنلور مركزاً يستقطب المهتمين بعلم الآثار لما يحتويه من الحفريات الأثرية. وقد عُثر في أديتشنلور سنة 2004 على بعض الهياكل العظمية البشرية التي يعود تاريخها إلى ما يقارب ثلاثة آلاف وثمانمئة عام وكانت محفوظة في بعض الجرار.